# Кухтенко, Владимир Илларионович
Кухтенко Владимир Илларионович — российский ученый в области теории систем управления, организатор научного обеспечения разработки систем самонаведения, исследования боевой эффективности ракетно-артиллерийского вооружения, участник разработки и модернизации зенитных ракетных комплексов. Доктор технических наук, профессор, академик РАРАН.

## Биография
Родился 27 января 1932 года в г. Луганск, СССР.
В 1955 году с отличием окончил Московский авиационный институт, факультет авиационной автоматики и начал свою трудовую деятельность в п/я 3915 в экспериментальной исследовательской лаборатории, где работал в должности инженера, затем старшего инженера.
В 1959 году без отрыва от производства защитил диссертацию на соискание ученой степени кандидата технических наук. В 1967 году защитил диссертацию на соискание ученой степени доктора технических наук.
С 1959 года работал в ГосНИИАС (Государственный научный центр РФ — Государственный научно-исследовательский институт авиационных систем) последовательно в должности ведущего инженера, начальника сектора, начальника подразделения, заместителя Генерального директора института, Советника Генерального директора института.
Являлся одним из ведущих специалистов в области самонастраивающихся систем управления. Под его руководством и при непосредственном участии созданы новые системы математического моделирования и автоматизированного проектирования сложных технических систем, а также разработаны новые технологии, позволившие обоснованно решить широкий спектр проблем, относящихся к определению и обоснованию облика специальных оборонных комплексов и формированию обработки информации и управления ими.
В 1998 году был избран академиком Российской академии ракетно-артиллерийских наук. Являлся заместителем главного редактора журнала «Известия РАН. Теория и системы управления».
Скончался 15 февраля 2023 г., г Москва, РФ.

## Награды
- Два Ордена Трудового Красного знамени (1976 и 1984 г.г.).
- Лауреат Государственной премии СССР (1979 г.)
- Лауреат Премии правительства РФ в области науки и техники (1999 г.).

## Работы
Кухтенко В. И. Динамика самонастраивающихся систем со стабилизацией частотных характеристик. Машиностроение, 1970. — https://search.rsl.ru/ru/record/01007430483